# Kwala Begumit (Binjai)
Kwala Begumit is een bestuurslaag in het regentschap Langkat van de provincie Noord-Sumatra, Indonesië. Kwala Begumit telt 4952 inwoners (volkstelling 2010).